# 坎德勒 (喬治亞州)
坎德勒（英語：Candler）是位於美國喬治亞州霍爾縣的一個非建制地區。該地的面積和人口皆未知。

## 地理
坎德勒的座標為34°12′37″N 83°46′53″W / 34.21028°N 83.78139°W，而該地的平均海拔高度為332米（即1089英尺）。